# Église Saint-Éloi-Saint-Jean-Baptiste de Crécy-Couvé
L'église Saint-Éloi-Saint-Jean-Baptiste de Crécy-Couvé est une église catholique située à Crécy-Couvé, département français d'Eure-et-Loir en région Centre-Val de Loire.

## Historique et protection
Dès 1908, le maître-autel, incluant le retable, le tabernacle et le gradin, est classé monument historique au titre d'objet. Sont protégés à l'identique les trois tableaux de la seconde moitié du XVIIIe siècle ornant cet autel : au centre, l'Adoration des bergers d'après Carl Van Loo, à gauche Saint Jean-Baptiste, et à droite Saint Éloi de Noyon attribués à Joseph-Marie Vien.
L'église elle-même est également inscrite en tant que monument historique en 1992.

## Description
L'édifice a la particularité de présenter un clocher tors. En 2019, cette flèche, dont on ne sait si la torsion est volontaire ou accidentelle, a conduit le maire à publier un arrêtè interdisant l'accès à l'église et au cimetière contigu pour cause de risques d'effondrement.
En octobre 2020, la flèche de 8,5 tonnes, qui présentait un décalage de 1,5 m par rapport à l'axe normal du clocher est déposée, ce qui devrait permettre d'autoriser à nouveau l'accès à l'édifice.

Église Saint-Éloi-Saint-Jean-Baptiste
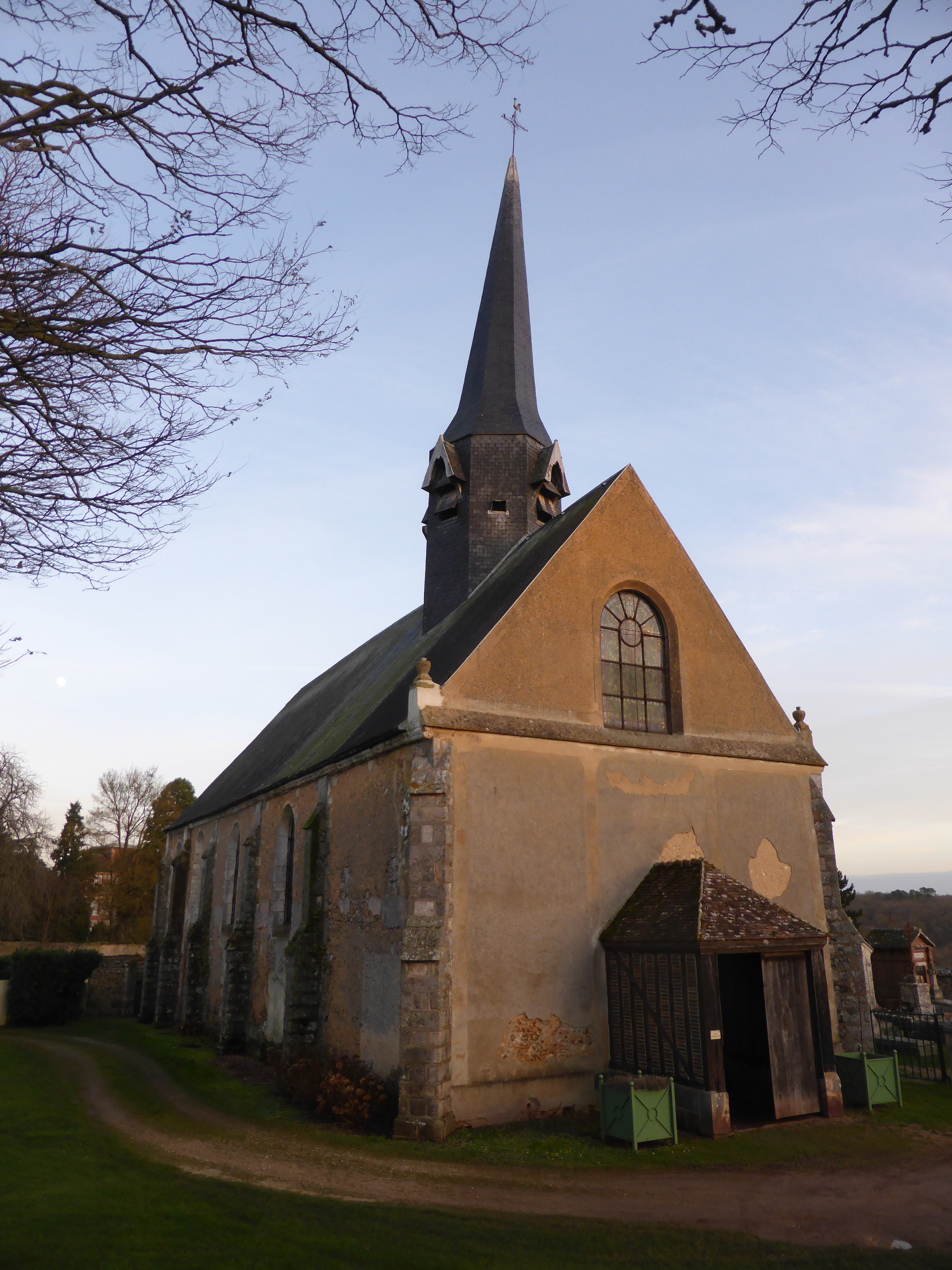
Le clocher tors.
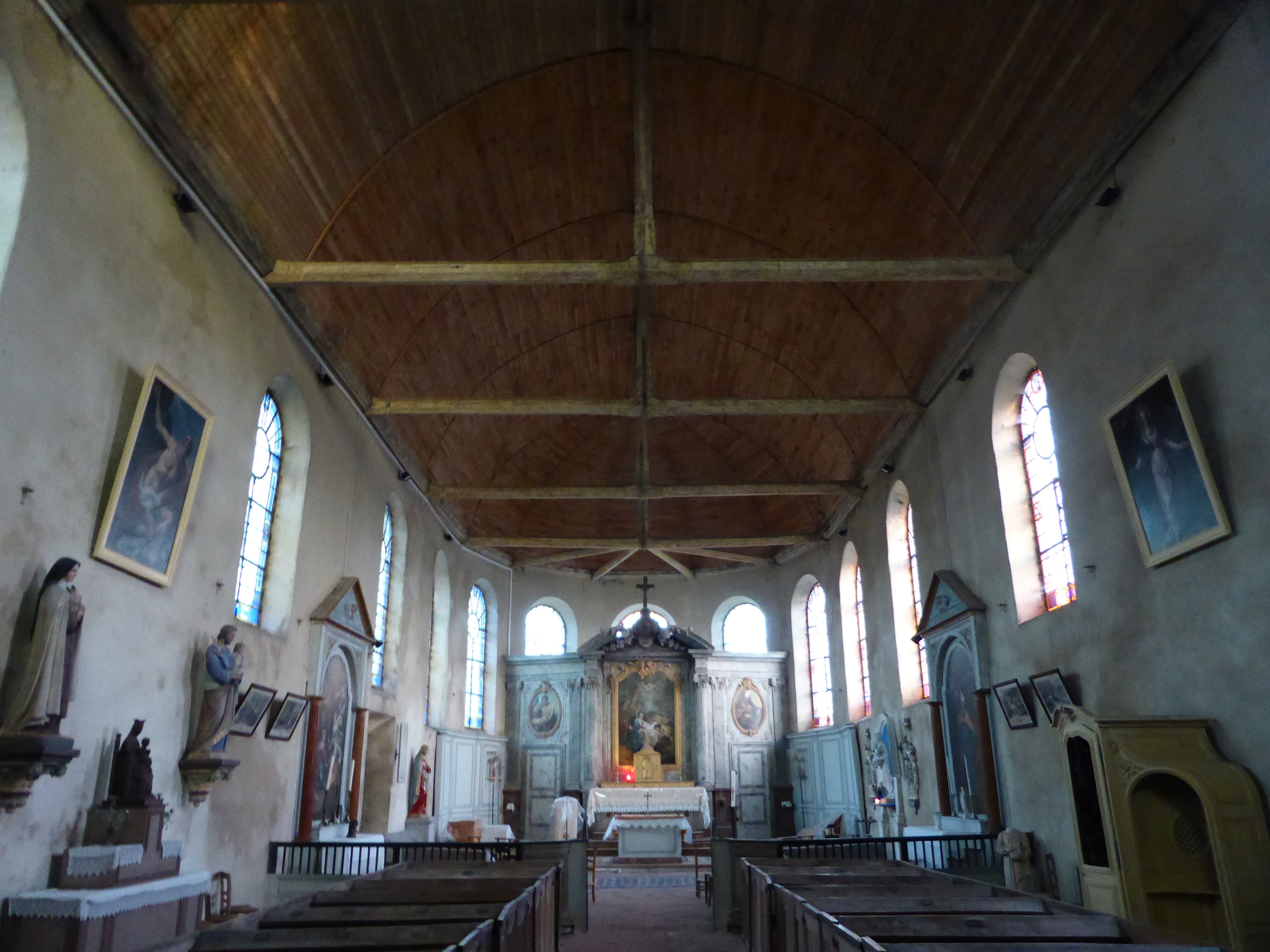
Nef.
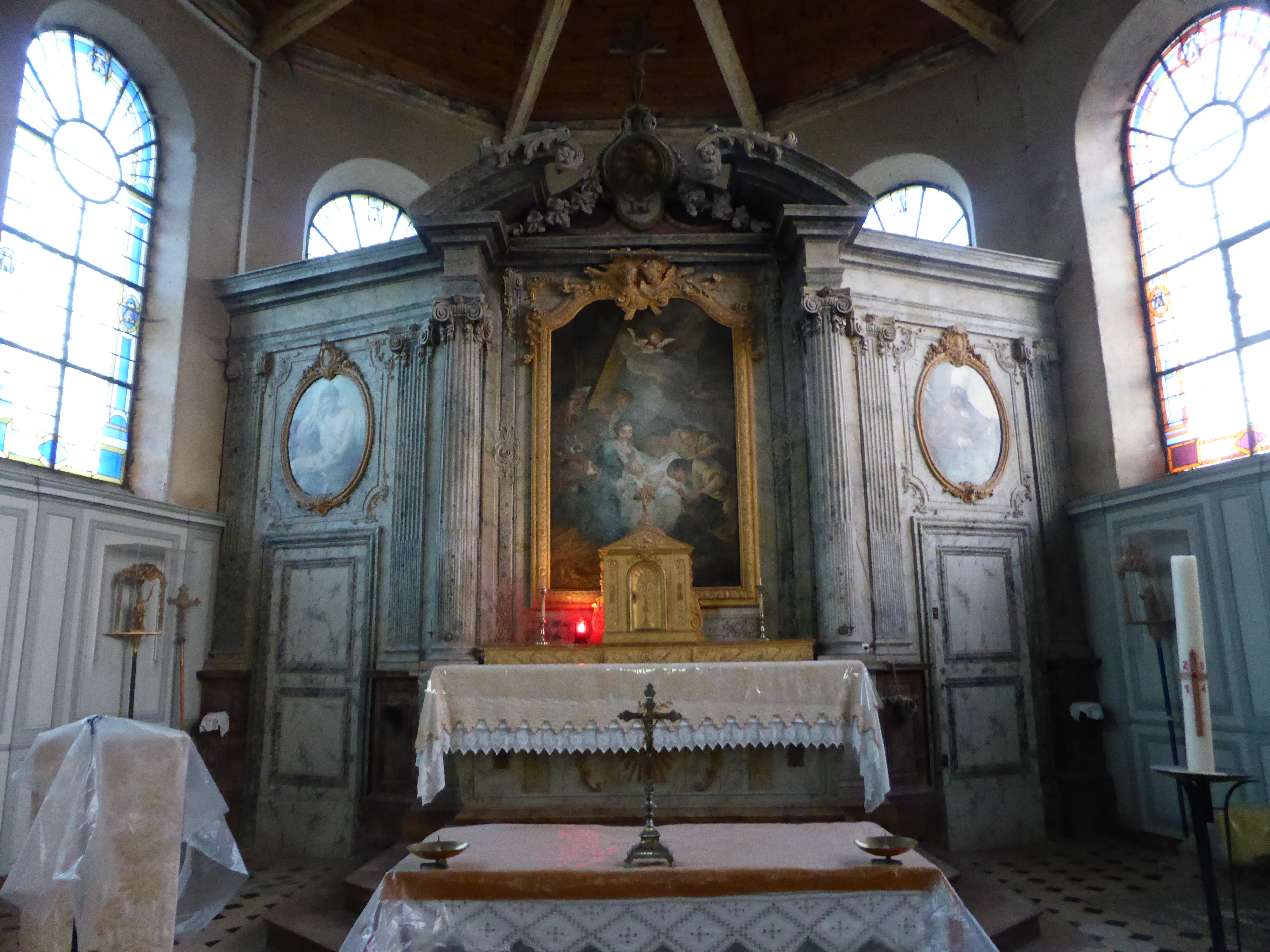
Maître-autel avec peinture sur toile du retable : Adoration des bergers.
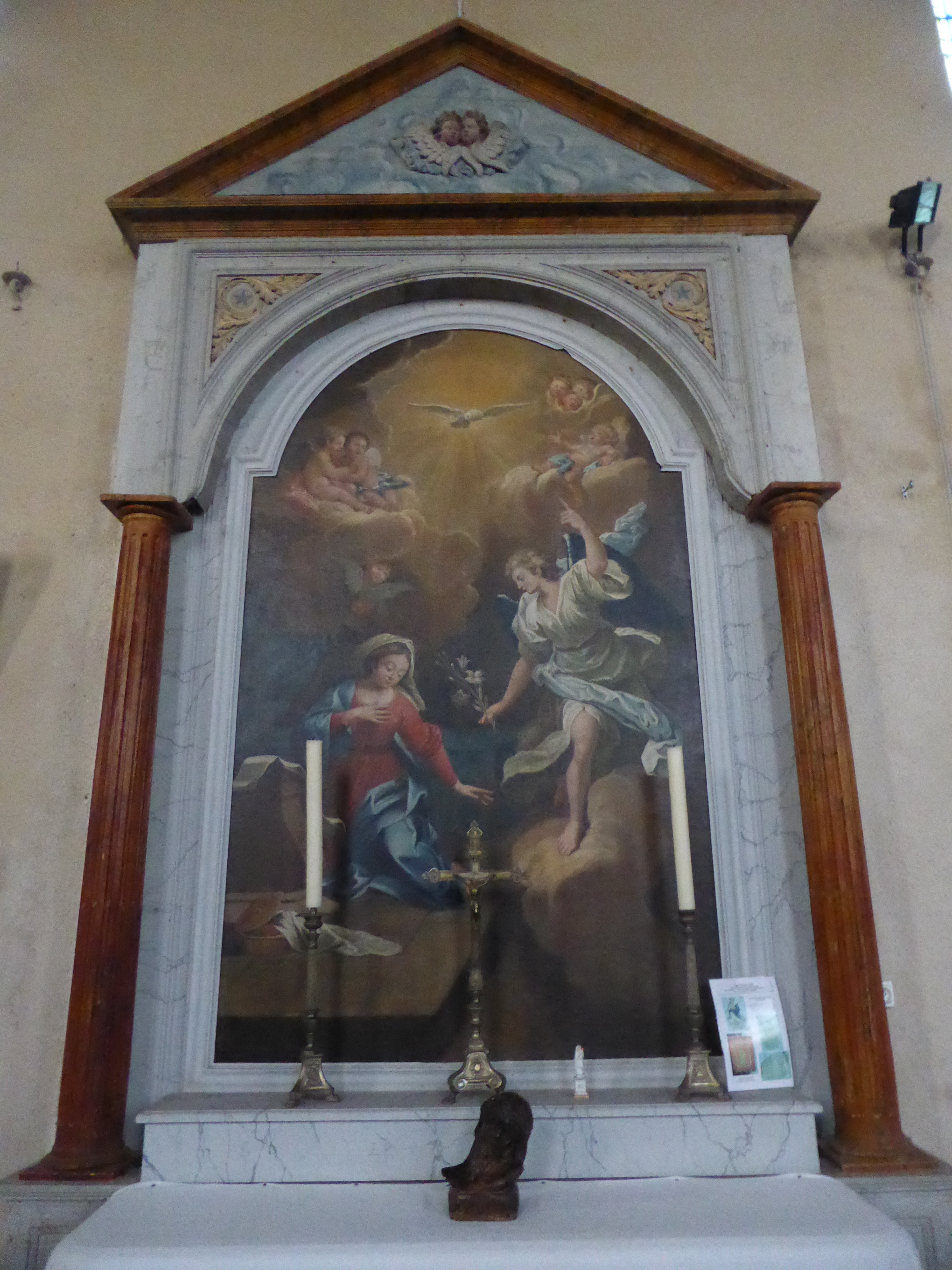
Tableau de l'Annonciation.
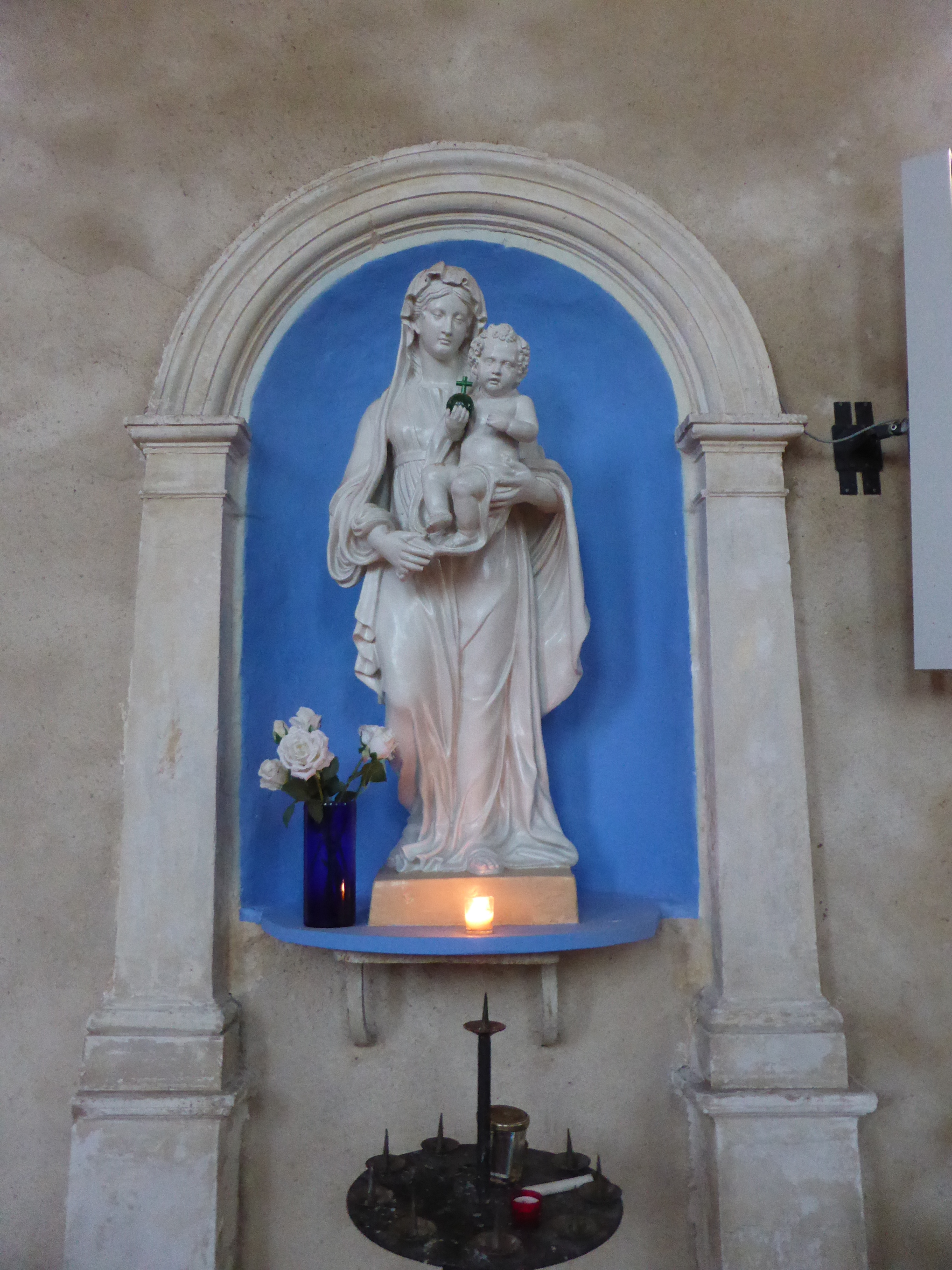
Statue de la Vierge à l'enfant.